# Атлет с палка
„Атлет с палка“ (на английски: Athlete with Wand) е американски късометражен ням филм от 1894 година, заснет от режисьора Уилям Кенеди Диксън в лабораториите на Томас Едисън в Ню Джърси.

## Сюжет
Един гимнастик се изявява пред камерата, държейки палка или къса пръчка с двете си ръце. Той фиксира краката си и мести ръцете си, държейки палката винаги с двете. Атлетът заема поредица от различни пози. На заден план едно куче лае, което насочва вниманието на зрителите към активността на гимнастика.

## Интересни факти
- „Атлет с палка“ е бил заснет като експериментален филм, чиято цел е била да се тества камерата за бъдещите снимки на Сендоу, № 1.
- Гимнастикът, заснет във филма е бил работник от Нюарк.[3]